# Tribune Broadcasting
Tribune Broadcasting est un groupe de médias américain, filiale de Tribune Media, présent dans le domaine de la radio et de la télévision. La société est fondée en 1924. Son siège social est basé à Chicago, dans l'Illinois.

## Histoire
La société est créée lors de l'achat de la station de radio WDAP par le Chicago Tribune en 1924. La station est rebaptisée WGN, initiales du slogan du journal, le « World's Greatest Newspaper ».

## Actifs

### Stations de radio
La société possède un trois de stations de radio :
- WGN (AM) (en), Chicago, Illinois
- WGWG-LP (en), Chicago, Illinois
- WMIL-FM (en), Milwaukee, Wisconsin

### Stations de télévision
La société possède un certain nombre de stations de télévision :
- WPIX, ou PIX11, New York, New York